# Listă de oameni de televiziune români
Aceasta este o listă de oameni de televiziune români
- Teodor Brateș
- George Marinescu (TVR)
- Tudor Vornicu
- Dana Săvuică
- Adrian Bucur
- Alexandra Avram
- Alexandru Conovaru
- Alina Sorescu
- Andi Moisescu
- Andreea Esca
- Alessandra Stoicescu
- Andreea Berecleanu
- Andreea Marin Bănică
- Andrei Gheorghe
- Alina Stancu
- Andreea Țopan
- Adelin Petrișor
- Bear Grylls
- Cabral Ibacka
- Cătălin Măruță
- Cristina Țopescu
- Cristian Tabără
- Cosmin Seleși
- Dan C. Mihăilescu
- Dan Negru
- Daniel Osmanovici
- Dana Macsim
- Eugenia Vodă
- Gabriela Cristea
- Gabriela Vrânceanu-Firea
- Irina Gologan
- Jade Goody
- James May
- Jeana Gheorghiu
- Lucian Mîndruță
- Lucian Viziru
- Lucian Pîrvoiu
- Loredana Iordache
- Mihai Bendeac
- Mihai Gâdea
- Mihai Găinușă
- Mircea Badea
- Mirela Boureanu Vaida
- Oana Frigescu
- Oreste Scarlat Teodorescu
- Olivia Păunescu
- Petre Popescu
- Petrișor Tănase
- Răzvan Dumitrescu
- Ramona Avramescu
- Raluca Arvat
- Radu Andrei Tudor
- Simona Gherghe
- Sanda Țăranu
- Șerban Huidu
- Stela Popa
- Teo Trandafir
- Tudor Furdui
- Teodora Antonescu
- Victor Ciutacu
- Valentin Butnaru

- Iuliana Tudor[1][2][3][4][5][6][7][8][9][10]

- Dana Războiu[11][12][13][14][15][16]

- Titus Munteanu
- Iuliana Marciuc

- Ovidiu Dumitru [17]

- Mircea Radu

- Mihai Dobrovolschi [18]

- Bianca Drăgușanu